# Моторна јединица
Моторна јединица представља скуп мишићних влакана (ћелија) инервисаних једним нервним завршетком. Мањи мишићи, који реагују брзо и захтевају прецизну контролу, имају свега неколико влакана (2-3) у склопу моторне јединице. Са друге стране, код великих мишића тај број премашује 100.
Влакна једне моторне јединице не морају бити груписана, него су често испреплетена са другим мишићним влакнима и подржавају их у току контракције.